# Hedstigstekel
Hedstigstekel (Priocnemis susterai) är en stekelart som beskrevs av Haupt 1927. Hedstigstekel ingår i släktet sågbenvägsteklar, och familjen vägsteklar. Arten har ej påträffats i Sverige.